# RAB22A
RAB22A (англ. RAB22A, member RAS oncogene family) – білок, який кодується однойменним геном, розташованим у людей на короткому плечі 20-ї хромосоми. Довжина поліпептидного ланцюга білка становить 194 амінокислот, а молекулярна маса — 21 855.
| 10         |  | 20         |  | 30         |  | 40         |  | 50         |
| ---------- |  | ---------- |  | ---------- |  | ---------- |  | ---------- |
| MALRELKVCL |  | LGDTGVGKSS |  | IVWRFVEDSF |  | DPNINPTIGA |  | SFMTKTVQYQ |
| NELHKFLIWD |  | TAGQERFRAL |  | APMYYRGSAA |  | AIIVYDITKE |  | ETFSTLKNWV |
| KELRQHGPPN |  | IVVAIAGNKC |  | DLIDVREVME |  | RDAKDYADSI |  | HAIFVETSAK |
| NAININELFI |  | EISRRIPSTD |  | ANLPSGGKGF |  | KLRRQPSEPK |  | RSCC       |

A: Аланін

C: Цистеїн

D: Аспарагінова кислота

E: Глутамінова кислота

F: Фенілаланін

G: Гліцин

H: Гістидин

I: Ізолейцин

K: Лізин

L: Лейцин

M: Метіонін

N: Аспарагін

P: Пролін

Q: Глутамін

R: Аргінін

S: Серин

T: Треонін

V: Валін

W: Триптофан

Задіяний у таких біологічних процесах, як транспорт, транспорт білків. 
Білок має сайт для зв'язування з нуклеотидами, ГТФ. 
Локалізований у клітинній мембрані, мембрані, клітинних відростках, цитоплазматичних везикулах, ендосомах.